# Elymus purpuraristatus
Elymus purpuraristatus là một loài thực vật có hoa trong họ Hòa thảo. Loài này được C.P. Wang & H.L. Yang mô tả khoa học đầu tiên năm 1984.